# Anaxita brueckneri
Anaxita brueckneri är en fjärilsart som beskrevs av Adalbert Seitz 1925. Anaxita brueckneri ingår i släktet Anaxita och familjen björnspinnare. Inga underarter finns listade i Catalogue of Life.